# José do Telhado (1945)
José do Telhado ist ein Filmdrama des portugiesischen Regisseurs Armando de Miranda aus dem Jahr 1945. Der Film, der Züge eines Western trägt, ist eine freie Filmbiografie des legendären José do Telhado, ein Offizier, der im Miguelistenkrieg aufstieg, sich in der folgenden Septemberrevolution 1836 auf die Seite der Cartisten stellte, und nach deren Niederlage in der unwegsamen Umgebung von Piódão als Räuber in Robin-Hood-Manier zur Legende wurde.

## Inhalt
José do Telhado und Aninhas möchten heiraten, doch Aninhas Vater will sie mit dem reichen und einflussreichen Landjunker Juvenal verheiraten. Entgegen aller Widrigkeiten und wirtschaftlichen Nöte heiraten sie und bekommen ein Kind. Er zieht danach in den Krieg, wo er für Tapferkeit und Mut mehrfach ausgezeichnet und befördert wird. Bei seiner Rückkehr findet er seine kleine Familie notleidend vor. Auf der Arbeitssuche wird er an allen Landgütern abgewiesen, niemand will ihm helfen und er wird von mehreren Seiten angefeindet.
Notgedrungen schließt er sich einer Gruppe Räubern um den berüchtigten Boca Negra an. Der aufrechte Offizier übernimmt nun die Führung der Gruppe und schwört sie auf ehrenhaftes Verhalten gegenüber der einfachen Bevölkerung und insbesondere gegenüber den Frauen und Kindern ein. Von ihren galant durchgeführten Überfällen auf Reiche geben sie einen Teil an Bedürftige in der Region ab. Die Bande erarbeitet sich damit unfreiwillig einen enormen Ruf, gefürchtet bei den Reichen, verfolgt von den Mächtigen und respektiert von den einfachen Leuten.
In steter Flucht vor den Organen der Obrigkeit, wird José vom missgünstigen Boca Negra verraten. Er kann sich zunächst den Soldaten und danach Boca Negra erwehren, wird dann aber doch noch gefasst und landet im Gefängnis, Frau und Kind fortan mittellos zurücklassend.
Die ganze Geschichte wird im Rückblick gezeigt, die ein Vater seinem kleinen Sohn erzählt, nachdem sie eine notleidende alte Frau im Schnee aufgelesen haben. Diese verlässt die beiden danach mit vielsagenden Mahnungen, die Geschichte ehrungsvoll zu erzählen, und stellt sich für den Zuschauer als gealterte Aninhas heraus.

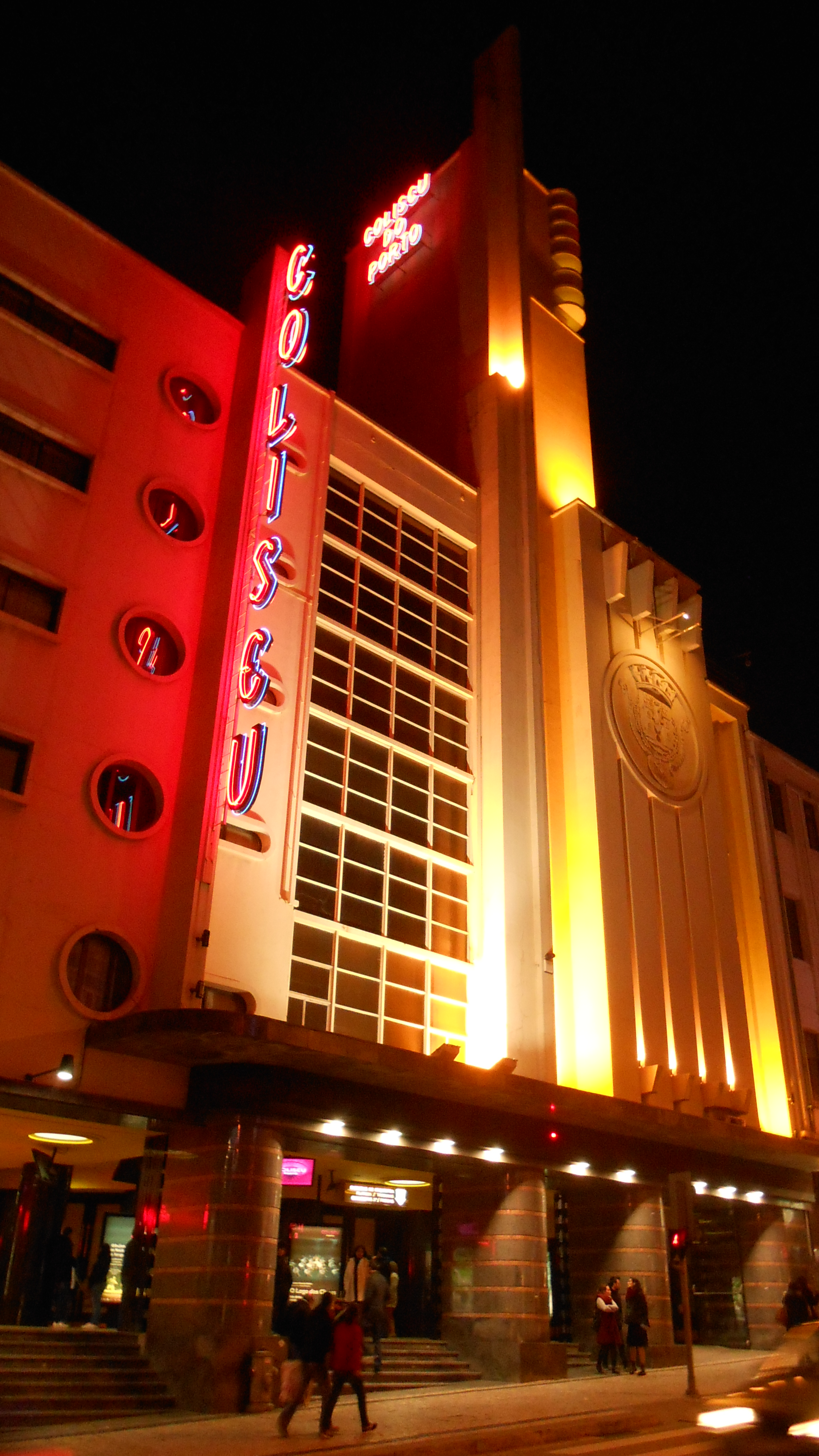
Das 1941 eröffnete Art-déco-Veranstaltungsgebäude Coliseu in Porto. Der Film José do Telhado feierte hier 1945 Premiere.

## Rezeption
Der Film hatte am 12. Dezember 1945 im Coliseu in Porto Premiere und feierte am 16. Januar 1946 im Lissabonner Teatro Politeama seine Hauptstadtpremiere. Der Film wurde ein großer Publikumserfolg und bis in die Folgejahre aufgeführt, vor allem in den Wanderkinos in den ländlichen Gebieten Portugals, wo es zu dem Zeitpunkt auch noch eine vergleichsweise hohe Zahl an Analphabeten gab.
Bereits 1929 drehte Rino Lupo einen Stummfilm gleichen Namens, und auch nach Armando de Miranda wurde die Geschichte des portugiesischen Robin Hoods mehrfach verfilmt. Der Regisseur drehte vier Jahre später selbst eine Fortsetzung (A Volta de José do Telhado, 1949).
Die damalige systemtreue Kritik des klerikalfaschistischen Regimes des Estado Novo lobte den Film und zeichnete den Hauptdarsteller Virgílio Teixeira als besten Schauspieler des Jahres aus. Auch die spätere Kritik lobte die Leistung Teixeiras, jedoch als einzigen Darsteller des Werks, das sie auch insgesamt weitaus schlechter bewertet, so die uninspirierte Inszenierung und die stereotypen und oberflächlich bleibenden Charaktere. Bemerkenswert sei jedoch sowohl das im damaligen Portugiesischen Kino unübliche Zeigen expliziter Waffengewalt und Morde als auch das Genre des Westerns, das bis João Canijos Fernseh-Mehrteiler Alentejo Sem Lei 1990 praktisch unwiederholt blieb im Filmschaffen des Landes.